# كاميلي رولان
كاميلي رولان هو سياسي فرنسي، ولد في 10 نوفمبر 1875 في Chaponnay ‏ في فرنسا، وتوفي في 17 يوليو 1964 في فيلوربان في فرنسا. نشط حزبياً في Republican, Radical and Radical-Socialist Party ‏. وقد انتخب Mayor of Brignais ‏ (1925 – ) وانتخب عضو مجلس الشيوخ في الجمهورية الفرنسية الثالثة ‏.